# Moribaetis maculipennis
Moribaetis maculipennis är en dagsländeart som först beskrevs av Seville Flowers 1979.  Moribaetis maculipennis ingår i släktet Moribaetis och familjen ådagsländor. Inga underarter finns listade i Catalogue of Life.